# Arnulf z Met
Arnulf z Met (570 či 582? Lay-St-Christophe, Meurthe-et-Moselle – 640/643? Remiremont, Vogézy) byl biskupem v Metách.
Arnulf byl zprvu majordomem franského krále Chlothara II. a vychovatelem králova syna Dagoberta I. Jeho vlastní syn Ansegisel se oženil s Beggou, dcerou Pipina Staršího, takže byl úzce spjat se vznikem rodu Karlovců. Arnulfova manželka vstoupila do kláštera v Trevíru, Arnulf sám byl zvolen biskupem v roce 614. Roku 627 odstoupil z biskupského úřadu a dožil zbytek života ve Vogézách, kde jeho přítel svatý Romaric založil klášterní komunitu Remiremont. Po příchodu do kláštera se věnoval péči o malomocné. Po smrti byly jeho ostatky přeneseny do kostela sv. Arnulfa v Metách. Dnem jeho svátku je 18. červenec.